# Auguste Allonneau
Auguste Allonneau (1885-1963) est un enseignant et homme politique français de la IVe République, député et maire d'Angers.

## Biographie
Auguste Allonneau est né le 24 juin 1885 à Cours (Deux-Sèvres), de parents agriculteurs (Augustin Allonneau et Marie Modeste Patarin). Il fait ses études à l'école communale de Cours, puis au collège de Parthenay et aux lycées de Poitiers et de Nantes. Il obtient en 1908, sa licence de mathématiques.
Professeur de mathématiques au collège de La Châtre (Indre) en 1909, puis, l'année suivante, au collège de Manosque (Basses-Alpes), il commence à militer à cette époque à la SFIO. Il sera en 1912, élu conseiller municipal de la ville où il enseigne.
En 1914, il est muté au Prytanée militaire de La Flèche où il fonde deux ans plus tard, une coopérative, l'Union fléchoise.
En 1920, lors du Congrès de Tours de la SFIO, il défend la motion « Reconstructive ».
En 1921, il est muté au lycée de Périgueux pour être nommé au Lycée David à Angers.
Auguste Allonneau poursuit son action politique au sein de la SFIO ou il deviendra conseiller municipal d'Angers en 1929 (qu'il conservera jusqu'à sa révocation d'élu et de professeur par le gouvernement de  Vichy en 1940) et deviendra par ailleurs secrétaire fédéral de la Ligue des droits de l'homme.
En 1944, à la Libération, Auguste Allonneau réintègre l'Éducation nationale et devient maire d'Angers en 1945, à la tête d'une liste regroupant les partis de gauche. Il demeurera maire jusqu'en 1947. La même année, il est élu conseiller général d'Angers Nord-Est (jusqu'en 1951).
En 1946, il est élu député SFIO aux deux Assemblées Constituantes. Il est nommé membre de la Commission des finances et du contrôle budgétaire dans ces deux assemblées. il restera député de Maine-et-Loire jusqu'en 1951.
En 1949, membre des diverses commissions citées, il dépose de nombreux rapports, notamment le 28 janvier 1949, sur la prévention des maladies professionnelles des ouvriers ardoisiers, question intéressant directement le département de Maine-et-Loire.
En 1950 et 1951, il dépose des propositions de réformes sur divers problèmes intéressant les fonctionnaires (droit au logement, retraites, pensions civiles ou encore l'enseignement). Par la suite, il ne se représentera plus aux suffrages électoraux. Il demeurera cependant actif au sein de la SFIO et restera président départemental de la Ligue des Droits de l'Homme de Maine-et-Loire.
Il meurt le 12 novembre 1963 à Angers.